# Полемократ Елимийски
Вижте пояснителната страница за други личности с името Полемократ.
Полемократ (на старогръцки: Πολεμοκράτης) е македонски благородник.
Вероятно е роден в Елимия. Баща е на македонските пълководци Койн и Клеандър. По време на управлението на Филип II Македонски на Полемократ са дадени имоти на Халкидическия полуостров.